# MOG (trang nhạc trực tuyến)
MOG là một cửa hàng âm nhạc có đăng kí trả phí và là một mạng blog, nơi người dùng có thể nghe và tìm hiểu về âm nhạc. Người đăng kí có thể phát các bài hát nằm trong danh mục trên nhiều thiết bị kĩ thuật số bao gồm máy tính, thiết bị cầm tay, hệ thống Sonos và TV. MOG cũng cho phép người dùng truy cập trình chỉnh sửa nội dung tổng hợp từ blog nhạc, bài đăng của người dùng và trình chỉnh sửa nội bộ.
MOG được sáng lập bởi David Hyman, cựu CEO của Gracenote, phó chủ tịch cao cấp Marketing tại MTV Interactive và Giám đốc doanh thu quảng cáo cho Addicted to Noise. Nó là một tổ chức tư nhân và có trụ sở đặt tại Berkeley, CA. Công ty đã huy động được 24.9 triệu đô la từ nhiều nguồn, bao gồm: Balderton Capital, Menlo Ventures, Simon Equity, Universal Music Group, và Sony Music. Nhà sản xuất âm nhạc của Rick Rubin từng là thành viên của ban giám đốc MOG.
Sau khi bán đi MOG vào năm 2012, Beats Electronics vào tháng 1 năm 2014 thông báo rằng dịch vụ MOG sẽ đóng cửa tại Mỹ vào ngày 15 tháng 4 năm 2014. Tuy nhiên sau đó, việc đóng cửa bị trì hoãn vô thời hạn, nhưng cuối cùng cũng đóng cửa vào ngày 31 tháng 5 năm 2014. hệ thống kế nhiệm của nó, Beats Music, ra mắt tại Mỹ vào ngày 21 tháng 1 năm 2014 và sau đó lại bị Apple Inc. mua lại vào tháng 5 năm 2014.

## Lịch sử
Được sáng lập vào tháng 6 năm 2005, MOG khởi đầu như một mạng xã hội theo chủ đề âm nhạc và mạng blog. Người dùng có thể tạo hồ sơ với thông tin về thị hiếu âm nhạc của mình, và sau đó ứng dụng khách MOG-O-MATIC sẽ hỗ trợ quá trình bằng cách quét thư viện nhạc của người dùng và điền thông tin về hoạt động nghe và thu thập nhạc của họ. MOG cũng đề xuất những người dùng có thị hiếu âm nhạc giống nhau. Người dùng có thể soạn bài đăng trên blog, đọc các bài đăng được soạn bởi những người dùng khác và nghe các bản nhạc mẫu 30 giây.
Cuối năm 2007, MOG hợp tác với Rhapsody cho phép những người đăng kí Rhapsody có thể kết nối với tất cả các nội dung của Rhapsody thông qua MOG.
Tháng 8 năm 2008, MOG ra mắt MOG Music Network, một mạng lưới âm nhạc ad network nhằm tập hợp các bài đăng tổng hợp từ các blog liên kết và các bài đăng được tạo bởi các trình chỉnh sửa nhạc trong nhà của MOG.
Tháng 12 năm 2009, MOG ra mắt dịch vụ âm nhạc đăng kí cước phí, cho phép những người đăng kí có thể stream bất kì bài hát nào trong danh mục của MOG đến máy tính của họ thông qua trình duyệt web. Tháng 7 năm 2010, MOG ra mắt ứng dụng điện thoại cho iPhone, iPod Touch, và với các điện thoại hoạt động trên hệ thống quản lí Android, MOG cũng cho phép người dùng truy cập vào thông qua các thiết bị này.
Tháng 9 năm 2010, MOG đã công bố phát hành kênh Roku, cho phép người đăng ký truy cập dịch vụ từ TV của họ.
Tháng 6 năm 2011, "Weird Al" Yankovic ra mắt trước album của mình Alpocalypse trên trang web MOG.
Tháng 3 năm 2012, có báo cáo rằng Beats Electronics, một công ty thiết bị âm thanh chủ yếu được sở hữu bởi nhà sản xuất điện thoại di động HTC, đang lên kế hoạch mua lại MOG.
Tháng 4 năm 2012, MOG thông báo quan hệ hợp tác với Telstra nhằm đem MOG đến Australia, quốc gia ngoài lãnh thổ của Mỹ đầu tiên có thể truy cập vào MOG. Telstra và MOG ra mắt dưới cái tên BigPond Music vào ngày 21 tháng 6 năm 2012. Sự hợp tác này cũng cho phép khách hàng của Telstra có thể phát trực tuyến mà không tính đến nội dung của họ
Tháng 7 năm 2012, đã có thông báo chính thức Beats sẽ mua lại dịch vụ nghe nhạc trực tuyến MOG với giá 14 triệu đô. Việc mua lại không tính đến mạng lưới quảng cáo của MOG, MOG Music Network, khi chúng được bán trong một thỏa thuận riêng vào ngày 24 tháng 8 năm 2012 cho công ty phát thanh và truyền thông Townsquare Media.
Tháng 1 năm 2014, có thông báo MOG sẽ dừng hoạt động vào ngày 15 tháng 4 năm 2014 nhằm tập trung vào Beats Music, và người đăng ký hiện tại sẽ nhận được tiền hoàn lại. Việc đóng cửa bị trì hoãn đến ngày 31 tháng 5 năm 2014. Những người đăng ký MOG trước đây sẽ được cung cấp bản dùng thử miễn phí 60 ngày của Beats Music.
Tại Australia, MOG được cung cấp thông qua dịch vụ BigPond Music (BPM) của Telstra. Telstra chính thức thông báo việc đóng cửa MOG vào ngày 31 tháng 7 và dịch vụ ngừng hoạt động vào 11:59 tối ngày 31 tháng 8.

## Tính năng

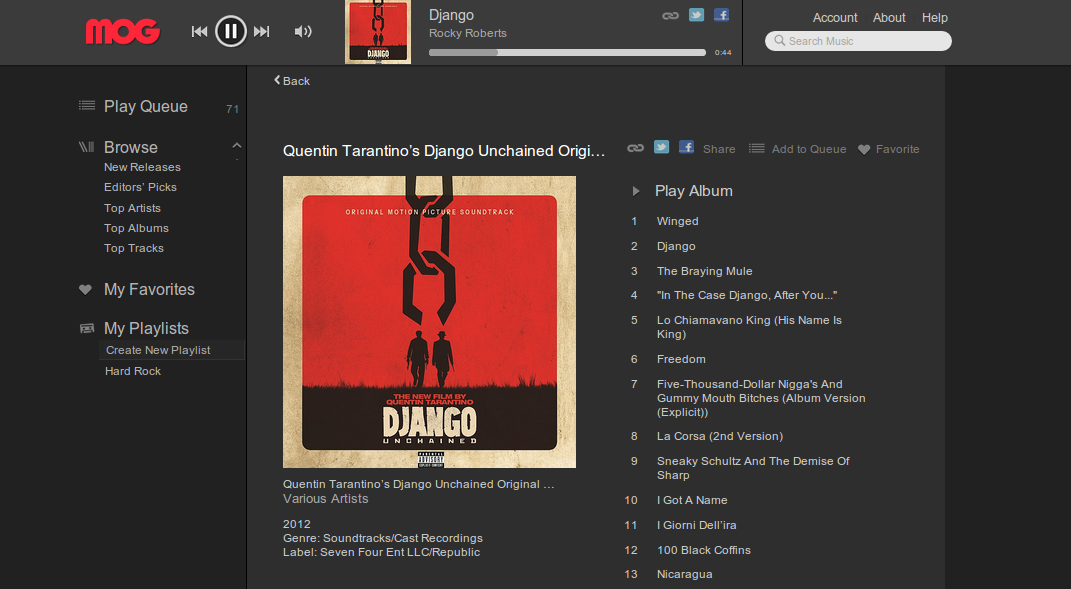
Trình phát trên web của MOG

MOG là dịch vụ đăng ký cho phép người dùng phát các bản nhạc từ danh mục trên nhiều thiết bị kỹ thuật số, bao gồm máy tính, thiết bị cầm tay, hệ thống Sonos và TV (thông qua kênh Roku của MOG). Công ty cho rằng danh mục của họ có đến 16 triệu bài hát, mặc dù không rõ số bài đã được sản xuất hoặc được kiểm tra như thế nào. Bài hát có thể được phát qua internet hoặc được lưu trữ trên thiết bị của người dùng để chúng có thể phát mà không cần kết nối internet. Đường truyền web là tệp MP3 có tốc độ truyền là 320kbit/s và đường truyền điện thoại là tệp AAC+ với tốc độ truyền 48 kbit/s. Người dùng có thể chọn tải về điện thoại tệp MP3 "chất lượng cao" có tốc độ truyền 320kbit/s hay tệp AAC+ có tốc độ truyền 48 kbit/s AAC+ files.
MOG Radio, có thể truy cập thông qua bất kỳ nền tảng nào được đề cập ở trên, tạo ra hàng đợi phát liên tục dựa trên nghệ sĩ do đã người dùng chọn. Bằng cách điều chỉnh thanh trượt trong trình phát MOG (được hiển thị ở bên phải) giữa "Chỉ nghệ sĩ" và "Nghệ sĩ tương tự", người dùng xác định xem radio có phải chỉ phát các bài hát của nghệ sĩ được chọn hay không và tần suất của các bài hát được ứng dụng xác định là "nghệ sĩ tương tự" thêm vào hàng đợi. Khi người dùng lựa chọn bài hát xong, MOG Radio bắt đầu phát và tiếp tục cho đến khi người dùng thực hiện lựa chọn khác.
MOG Music Network là mạng blog âm nhạc tổng các hợp nội dung gốc của các biên tập viên nội bộ và các nội dung được cung cấp từ hơn 1.300 blog liên kết. Các chi nhánh đã đăng ký để có thể tiếp cận với 38 triệu khách duy nhất truy cập hàng tháng của MOG tại Hoa Kỳ (tính đến tháng 4 năm 2011) khi người dùng có thể đã nhấp đường truyền từ các bài blog trên MOG để đọc toàn bộ bài đăng trên trang web liên kết.